# Peter Freuchen
Lorenz Peter Elfred Freuchen (Nykøbing Falster, 2 febbraio 1886 – Anchorage, 2 settembre 1957) è stato un esploratore, antropologo, scrittore, giornalista e regista danese.

## Biografia
Originario di Nykøbing Falster, una città nel sud della Danimarca situata nella parte occidentale dell'isola di Falster, Freuchen era figlio di Anne Petrine Frederikke (1862-1945) e Lorentz Benzon Freuchen (1859-1927). È stato sposato tre volte. La prima nel 1911, con Navarana Mequpaluk, una donna Inuk che morì di influenza spagnola in un'epidemia; ebbe due figli: il ragazzo Mequsaq Avataq (1916-1962) e la ragazza Pipaluk Jette Tukuminguaq Kasaluk Palika Hager (1918–1999). Il suo secondo matrimonio, nel 1924, con Magdalene Vang Lauridsen (1881-1960) fu sciolto nel 1944. Più tardi, nel 1945, sposò l'illustratrice danese Dagmar Cohn.
Trascorse gran parte della sua vita a Thule, in Groenlandia, vivendo con gli Inuit. Lavorò insieme a Knud Rasmussen, durante la spedizione che attraversò la Groenlandia fino al Pacifico.
Nel 1910 Knud Rasmussen e Peter Freuchen fondarono la Thule Shopping Station, di cui Freuchen fu governatore tra il 1913 e il 1920, a Cape York (Uummannaq), Groenlandia.
Nel 1920 si unì ai socialdemocratici danesi e scrisse sul suo giornale Politiken.
Durante la seconda guerra mondiale, Freuchen si unì alla resistenza danese contro i nazisti, per il quale fu arrestato e condannato a morte dalle truppe di occupazione tedesche. Riuscì a fuggire in Svezia.
Trascorse gli ultimi anni negli Stati Uniti, insieme a sua moglie Dagmar Cohn a New York e Noank. La prefazione del suo ultimo lavoro, Il libro dei sette mari, è datata 30 agosto 1957 a Noank. Morì di infarto tre giorni dopo a Elmendorf, in Alaska. Le sue ceneri furono successivamente sparse a Thule.

## Riconoscimenti
In occasione del centenario della sua nascita gli è stato dedicato l'asteroide 3369 Freuchen.

## Opere
- Grønland, land og folk (Groenlandia, terra e persone), 1927 (diario di viaggio), il suo primo testo
- Storfanger (Grande cacciatore), 1927 (romanzo)
- Rømningsmand (Soccorritore), 1928 (romanzo)
- Nordkaper (Mare del Nord), 1929 - Il tiranno del mare (romanzo)
- Ivalu, 1930 - Ivalu, La moglie eschimese - tradotto (romanzo)
- Knud Rasmussen. Edizione commemorativa. 3 v. 1934 (Peter Freuchen, Therkel Mathiassen, Kaj Birket-Smith)
- Flugten til Sydamerika (Il volo per il Sud America), 1935 (memorie)
- "Arctic Adventure: My Life in the Frozen North" (Avventura nell'Artico: La mia vita nel ghiacciato Nord), Farrar & Rinehart, New York, Toronto, © 1935.
- Min grønlandske ungdom (La mia gioventù in Groenlandia), 1936 e 1953 (memorie)
- Nuoruuteni Grönlannissa (La mia gioventù in Groenlandia) (ricordi)
- Min anden ungdom (La mia seconda giovinezza), 1938 (memorie)
- Sibiriske eventyr (Avventure in Siberia), 1939 (memorie)
- Diamantdronningen (Diamante regina), 1941 (romanzo)
- Hvid mand, 1943 - L'uomo bianco - Uomo bianco con eschimesi (romanzo)
- Eskimofortællinger (Racconti eschimesi), 1944 (romanzo)
- Solfjeld, 1944 (romanzo)
- Larions lov (La legge di Larion), 1948 (romanzo sugli indiani dell'entroterra lungo il fiume Yukon)
- Nigger-Dan, 1951 (romanzo, alias La leggenda di Daniel Williams)
- I al frimodighed (Mi sono spaventato), 1953 (memorie)
- "Lastroni di ghiaccio e acqua fiammeggiante", 1954
- I all uppriktighet (In tutta onestà), 1954 (memorie)
- Vagrant Viking, 1954 (memorie)
- Fremdeles frimodig (Ancora audace), 1955
- Fortfarende uppriktig (Ancora sincero), 1956 & 1960 (memorie)
- Fangsmænd i Melville-bugten (Detenuti nella baia di Melville), 1956 - (romanzo)
- Fra Thule fino a Rio (Da Thule fino a Rio), 1957 (memorie)
- "Il libro sui sette mari di Peter Freuchen", Julian Messner, Inc. New York, © 1957.
- Peter Freuchens bog om de syv have (Il libro sui sette mari di Peter Freuchen), 1959 (documentario)
- "L'anno artico", G.P. Putnam's Sons, New York, © 1958. (Peter Freuchen & Finn Salomonsen)
- I Sailed with Rasmussen (Ho navigato con Rasmussen), 1958 (documentario)
- Hvalfangerne (Caccia alla balena), 1959 (romanzo)
- "Peter Freuchen's Adventures in the Arctic"(Le avventure nell'Artico di Peter Freuchen), Julian Messner, Inc. New York, © 1960. A cura di Dagmar Freuchen.
- Det arktiske år (Anno Artico), 1961 - (documentario)
- "Il libro degli eschimesi di Peter Freuchen", Peter Freuchen Estate. Cleveland, Ohio, © 1961. A cura di Dagmar Freuchen.
- Erindringer (Memorie), 1963. A cura di Dagmar Freuchen.

## Libri
- Adventures in the Arctic, 2014, Interfolio Books ISBN 9788494061059